# Coupe franche
Pour plus de détails, voir Fiche technique et Distribution.
Coupe franche est un film français réalisé par Jean-Pierre Sauné et sorti en 1989.

## Synopsis
Dans une vieille scierie dans la montagne, arrive un inconnu qui recherche un homme du nom de Gyuri.

## Fiche technique
- Titre : Coupe franche
- Réalisation : Jean-Pierre Sauné
- Scénario : Marcel Carlou et Jean-Pierre Sauné
- Image : Philippe Théaudière
- Montage : Marie Castro-Vasquez
- Musique : Georges Baux[1]
- Lieux de tournage : Belfort-sur-Rebenty (Aude)
- Production : Arpège Productions
- Pays de production :  France
- Durée : 105 minutes
- Date de sortie : France - 15 février 1989

## Distribution
- Serge Reggiani : Mathieu
- Julie Jézéquel : Marie
- Wojciech Pszoniak : Gyuri
- Guy Marchand : Favier
- Pierre-Loup Rajot : François
- Jean-Quentin Châtelain : Yvon
- László Szabó : Dédé
- Jean-Pierre Beauredon : Robert
- Roland Pellequier : Un bûcheron
- Patrick Dupont-Deshais : Un bûcheron
- Dominique Commet : Le chauffeur du camion
- Jean Bousquet : Le député
- Roger Barrau : Le maire
- Jean-Pierre Merlin : Le maire-adjoint
- Andrée Alberty : La patronne de la pension